# Lượng giá trị của hàng hóa

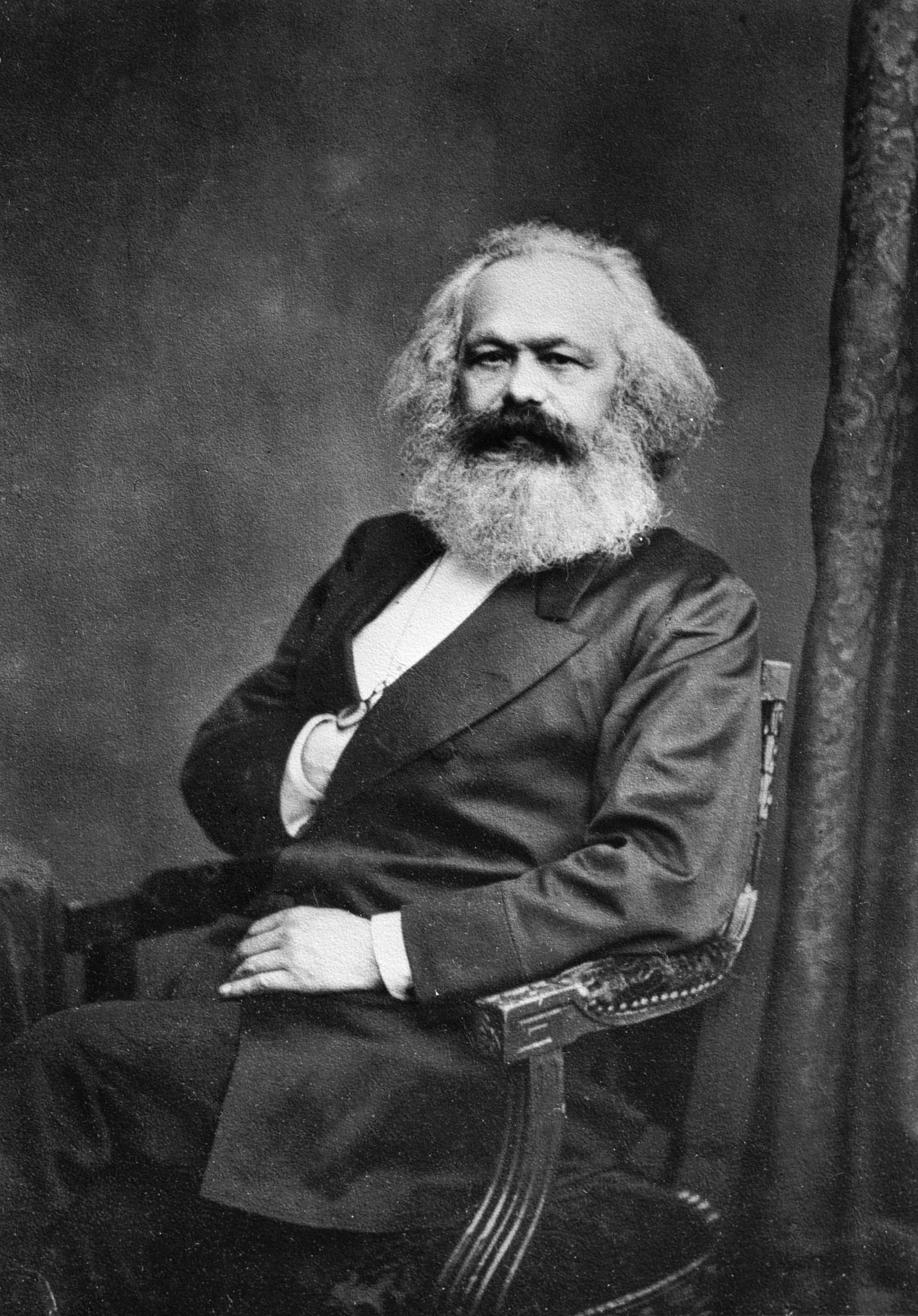
Mác

Trong kinh tế chính trị Marx-Lenin, lượng giá trị của hàng hóa là một đại lượng được đo bằng lượng lao động tiêu hao để sản xuất ra hàng hóa đó, lượng lao động tiêu hao đó được tính bằng thời gian lao động, cụ thể là thời gian lao động xã hội cần thiết. Lượng lao động xã hội cần thiết, hay thời gian lao động xã hội cần thiết để sản xuất ra một hàng hóa, mới quyết định đại lượng giá trị của hàng hóa.

## Các yếu tố ảnh hưởng

### Năng suất lao động
Năng suất lao động là năng lực sản xuất của lao động. Nó được đo bằng số lượng sản phẩm sản xuất ra trong một đơn vị thời gian hoặc lượng thời gian lao động hao phí để sản xuất ra một đơn vị sản phẩm.
Năng suất lao động tăng lên có nghĩa là cũng trong một thời gian lao động, nhưng khối lượng hàng hóa sản xuất ra tăng lên làm cho thời gian lao động cần thiết để sản xuất ra một đơn vị hàng hóa giảm xuống. Do đó, khi năng suất lao động tăng lên thì giá trị của một đơn vị hàng hóa sẽ giảm xuống và ngược lại.
Giá trị của hàng hóa tỷ lệ nghịch với năng suất lao động. Năng suất lao động lại phụ thuộc vào nhiều yếu tố như: 
- Trình độ khéo léo (thành thạo) trung bình của người công nhân
- Mức độ phát triển của khoa học, kỹ thuật, công nghệ
- Mức độ ứng dụng những thành tựu khoa học, kỹ thuật, công nghệ vào sản xuất
- Trình độ tổ chức quản lý
- Quy mô và hiệu suất của tư liệu sản xuất
- Các điều kiện tự nhiên.

Muốn tăng năng suất lao động phải hoàn thiện các yếu tố trên.

### Cường độ lao động
Cường độ lao động là đại lượng chỉ mức độ hao phí sức lao động trong một đơn vị thời gian. Nó cho thấy mức độ khẩn trương, nặng nhọc hay căng thẳng của lao động. Cường độ lao động tăng lên tức là mức hao phí sức cơ bắp, thần kinh trong một đơn vị thời gian tăng lên, mức độ khẩn trương, nặng nhọc hay căng thẳng của lao động tăng lên.
Nếu cường độ lao động tăng lên thì số lượng (hoặc khối lượng) hàng hóa sản xuất ra tăng lên và sức hao phí lao động cũng tăng lên tương ứng, vì vậy giá trị của một đơn vị hàng hóa vẫn không đổi. Tăng cường độ lao động thực chất cũng như kéo dài thời gian lao động cho nên hao phí lao động trong một đơn vị sản phẩm không đổi.
Tăng năng suất lao động và tăng cường độ lao động giống nhau là đều dẫn đến lượng sản phẩm sản xuất ra trong một đơn vị thời gian tăng lên. Nhưng chúng khác nhau là tăng năng suất lao động làm cho lượng sản phẩm (hàng hóa) sản xuất ra trong một đơn vị thời gian tăng lên, nhưng làm cho giá trị của một đơn vị hàng hóa giảm xuống.
Tăng năng suất lao động có thể phụ thuộc nhiều vào máy móc, kỹ thuật, do đó, nó gần như là một yếu tố có "sức sản xuất" vô hạn, còn tăng cường độ lao động, làm cho lượng sản phẩm sản xuất ra tăng lên trong một đơn vị thời gian, nhưng giá trị của một đơn vị hàng hóa không đổi.
Tăng cường độ lao động phụ thuộc nhiều vào thể chất và tinh thần của người lao động, do đó, nó là yếu tố của "sức sản xuất" có giới hạn nhất định. chính vì vậy, tăng năng suất lao động có ý nghĩa tích cực hơn đối với sự phát triển kinh tế.

### Độ phức tạp của lao động
Mức độ phức tạp của lao động cũng ảnh hưởng nhất định đến lượng giá trị của hàng hóa. Theo mức độ phức tạp của lao động, có thể chia lao động thành lao động giản đơn và lao động phức tạp. 
- Lao động giản đơn là lao động mà một người lao động bình thường không cần phải trải qua đào tạo cũng có thể thực hiện được.
- Lao động phức tạp là lao động đòi hỏi phải được đào tạo, huấn luyện mới có thể tiến hành được.

Trong cùng một thời gian, lao động phức tạp tạo ra nhiều giá trị hơn lao động giản đơn. Lao động phức tạp thực chất là lao động giản đơn được nhân lên. Trong quá trình trao đổi hàng hóa, mọi lao động phức tạp đều được quy về lao động đơn giản trung bình, và điều đó được quy đổi một cách tự phát sau lưng những hoạt động sản xuất hàng hóa, hình thành những hệ số nhất định thể hiện trên thị trường.